# Чемпионат Ливии по баскетболу
1-й дивизион является сильнейшей баскетбольной лигой в Ливии.

## Участники 2010—2011
- «Ахли» (Бенгази)
- «Ахли» (Триполи)
- «Джазира»
- «Иттихад»
- «Мадина»
- «Морог»
- «Наср»
- «Хилал»
- «Шабаб»
- «Ярмок»